# Berliet VUDB
Samochód pancerny Berliet VUDB – francuski rozpoznawczy samochód pancerny z okresu międzywojennego i  II wojny światowej.

## Historia
W 1929 roku w wytwórni Berliet na podstawie eksperymentalnego samochodu pancernego Berliet VUD opracowano nowy rozpoznawczy samochód pancerny, który otrzymał oznaczenie VUDB. Po próbach armia francuska zamówiła 50 pojazdów tego typu z przeznaczenie dla oddziałów kolonialnej armii francuskiej w Afryce i na Bliskim Wschodzie. Ponadto armia belgijska zamówiła 12 tego typu pojazdów dla żandarmerii wojskowej.
W latach 1929–1933 roku wyprodukowano łącznie 62 pojazdy tego typu.

## Opis konstrukcji
Budowa Berliet VUDB jest tradycyjny z silnikiem z przodu. Nadwozie jest z blach pancerne o grubości 3 – 7 mm, nitowane. Na bokach blachy są zamontowane pionowo, natomiast na dachu oraz przodzie i tyle pojazdu pod niewielkim kątem.
Przed przedziałem bojowym, pod pancerną maską, umieszczono silnik Berlieta o mocy 50 KM. Boczne ściany maski zamocowano z obu stron na zawiasach, co zapewniało dostęp do silnika w celach konserwacji i naprawy. 
Na górze przedziału bojowego znajdowały się dwie składane osłony pancerne, montowane na zawiasach po obu stronach. Zwykle były otwarte i zamykane tylko w razie potrzeby. Fotel dowódcy pojazdu znajdował się z przodu po lewej stronie, a fotel kierowcy po prawej stronie. Widoczność zapewniały im okna obserwacyjne w pochyłej płycie czołowej, w górnej części burt oraz w płycie tylnej, wyposażone w okiennice pancerne.
W nadwoziu znajdowało się 9 stanowisk do umieszczenia karabinu maszynowego: jeden z przodu, trzy z każdej strony i dwa z tyłu. Wszystkie służyły nie tylko do strzelania z wnętrza samochodu, ale także do monitorowania terenu. Załoga wsiadała i wysiadała przez prostokątne drzwi znajdujące się po lewej stronie.
Do jazdy nocnej samochód pancerny został wyposażony w dwa reflektory w pancernych obudowach w kształcie skrzynki z podnoszonymi osłonami. Trzeci reflektor można było dodatkowo zamontować po prawej stronie komory silnika.
Uzbrojenie składało się z dwóch karabinów maszynowych FM 24/29 kal. 7,5 mm: jeden był zwykle instalowany w przednim stanowisku karabinu, a drugi, w razie potrzeby, można było umieścić na innym stanowisku.
Samochód miał napęd na wszystkie koła 4 x 4, tylne koła skrętne i niezależne zawieszenie na resorach piórowych, oponami pneumatycznymi Veil–Picard. Na środku kadłuba, na specjalnych wspornikach, zamontowano swobodnie obracające się koła zapasowe, które pomagały pokonywać pionowe przeszkody.

## Użycie
Samochody te wprowadzono do użytku w francuskiej armii i wszystkie skierowano do Afryki Północnej, gdzie służyły w czasie walk z plemionami berberyjskimi na terenie Algierii. Pod koniec 1939 roku uznano, ze pojazdy te są przestarzałe, lecz w służbie było jeszcze 32 pojazdy tego typu i były używane jeszcze do 1942 roku.
Natomiast 12 samochodów Berliet VUDB znajdujące się na wyposażeniu armii belgijskiej wzięło udział w działaniach bojowych w czasie walk na terenie Belgii w maju 1940 roku. 